# Glacier Amalia
Le glacier Amalia, appelé aussi glacier Skua, est un glacier côtier situé en Patagonie. Il se trouve sur la cordillère des Andes méridionale, au Chili et fait partie du champ de glace Sud de Patagonie et du parc national Bernardo O'Higgins,,.